# اسرا درمانجی‌اوغلو
اسرا درمانجی‌اوغلو (به ترکی استانبولی: Esra Dermancıoğlu) یک بازیگر اهل ترکیه است. وی در روز ۷ دسامبر ۱۹۶۸ میلادی در ترکیه متولد شد. او درس خود را در کشورهای اروپایی به اتمام رساند. بعد از اتمام درسش به ترکیه بازگشت و به سینمای ترکیه معرفی شد و در نهایت فعالیت هنری‌اش را از سال ۲۰۰۸ آغاز کرد. او در سریال‌هایی همچون سدهٔ باشکوه: کوسم و گناه فاطماگل چه بود؟، روزی روزگاری در چوکوروا ایفا نقش کرده است. همچنین وی در سال ۲۰۱۵ در سریال غنچه‌های زخمی در نقش زهرا حضور داشت.

## آثار
فاطماگل: مقدس (۲۰۱۰–۲۰۱۲)
ماه پیکر : جنت کالفا(۲۰۱۵–۲۰۱۶)
غنچه‌های زخمی :زهرا(۲۰۱۶–۲۰۱۸)
روزگارانی در چکوروا: بهیجه(۲۰۱۸–۲۰۲۱)
عشق بدون حد و مرز: آسیه لتو / کایاتان(۲۰۲۳–۲۰۲۴)